# Richmond (Louisiana)
Richmond és una població dels Estats Units a l'estat de Louisiana. Segons el cens del 2000 tenia 499 habitants.

## Demografia
Segons el cens del 2000, Richmond tenia 499 habitants, 191 habitatges, i 140 famílies. La densitat de població era de 116,8 habitants/km².
Dels 191 habitatges en un 31,9% hi vivien nens de menys de 18 anys, en un 61,3% hi vivien parelles casades, en un 8,4% dones solteres, i en un 26,7% no eren unitats familiars. En el 22,5% dels habitatges hi vivien persones soles el 6,3% de les quals corresponia a persones de 65 anys o més que vivien soles. El nombre mitjà de persones vivint en cada habitatge era de 2,57 i el nombre mitjà de persones que vivien en cada família era de 2,99.
Per edats la població es repartia de la següent manera: un 24% tenia menys de 18 anys, un 11% entre 18 i 24, un 28,5% entre 25 i 44, un 27,9% de 45 a 60 i un 8,6% 65 anys o més.
L'edat mediana era de 37 anys. Per cada 100 dones de 18 o més anys hi havia 87,6 homes.
La renda mediana per habitatge era de 39.485 $ i la renda mediana per família de 42.500 $. Els homes tenien una renda mediana de 33.750 $ mentre que les dones 24.821 $. La renda per capita de la població era de 19.650 $. Entorn del 3,3% de les famílies i el 6,2% de la població estaven per davall del llindar de pobresa.

## Poblacions més properes
El següent diagrama mostra les poblacions més properes.